# Lydomorphus nagarjunkondaensis
Lydomorphus nagarjunkondaensis es una especie de coleóptero de la familia Meloidae.

## Distribución geográfica
Habita en la India.